# Anna Bellato
Anna Bellato (Bassano del Grappa, 1982) è un'attrice italiana.

## Biografia
Nel 2003 si diploma alla scuola di teatro "Colli" in Emilia Romagna. Successivamente inizia la sua carriera in teatro per poi, nel 2008, fare le sue prime apparizioni in televisione e al cinema.

## Filmografia

### Cinema
- Lascia perdere, Johnny!, regia di Fabrizio Bentivoglio (2007)
- Torno subito, regia di Simone Damiani (2008)
- Terre rosse, regia di Dennis Dellai (2008)
- Stella, regia di Gabriele Salvatores (2009)
- Un altro mondo, regia di Silvio Muccino (2010)
- Figli delle stelle, regia di Lucio Pellegrini (2010)
- Che bella giornata, regia di Gennaro Nunziante (2011)
- L'ultimo terrestre, regia di Gianni Pacinotti (2011)
- Mia madre, regia di Nanni Moretti (2015)
- Io e lei, regia di Maria Sole Tognazzi (2015)
- Smetto quando voglio - Ad honorem, regia di Sydney Sibilia (2017)
- L'ospite, regia di Duccio Chiarini (2018)
- Il ragazzo più felice del mondo, regia di Gipi (2018)
- Mamma + mamma, regia di Karole Di Tommaso (2018)
- L'invenzione della neve, regia di Vittorio Moroni (2023)

### Televisione
- Il commissario De Luca, regia di Antonio Frazzi – serie TV, episodio 1x02 (2007)
- Romanzo criminale - La serie, regia di Stefano Sollima – serie TV, episodio 1x09 (2008)
- La tempesta, regia di Fabrizio Costa – film TV (2012)
- Limbo, regia di Lucio Pellegrini – film TV (2015)
- Connessioni, regia di F. Lagi – Webserie (2015)
- 1992, regia di Giuseppe Gagliardi – serie TV, episodio 1x05 (2015)
- Tutto può succedere 2, regia di Lucio Pellegrini – serie TV (2017)
- Di padre in figlia, regia di Riccardo Milani – miniserie TV (2017)
- Rocco Schiavone 3, regia di Simone Spada – serie TV, episodi 3x03-3x04 (2019)
- Mental, regia di Michele Vannucci – serie TV (2020)
- Rocco Schiavone 4, regia di Simone Spada – serie TV (2021)
- Rocco Schiavone 5, regia di Simone Spada – serie TV, 3 episodi (2023)

### Cortometraggi
- Terapia d'urto, regia di Anna Negri
- Stella, regia di Gabriele Salvatores
- Menage a trois, regia di E. Daga
- Candie Boy, regia di A. Del Grosso
- Il regno, regia di F. Fanuele
- Burner of Ships, regia di L. Campanereli
- Essere oro, regia di Valentina Cenni

## Riconoscimenti
- Catania Film Festival, premio miglior attrice per il corto Candie Boy
- Asti Film Festival, premio miglior attrice per il film L'ultimo terrestre